# Терраса в Сен-Жермен, весна (картина)
«Терраса в Сен-Жермен, весна» — картина английского художника-импрессиониста Альфреда Сислея, написанная в 1875 году. Она находится в коллекции Художественного музея Уолтерса.

## История
Альфреда Сислея можно отличить от других импрессионистов по его приверженности к пейзажной живописи. В 1872 году он перевез свою семью в Лувесьен, где писал близлежащий вид на долину реки Сены в Сен-Жермен-ан-Ле. За свою карьеру он написал около 900 картин маслом, в основном это были пейзажи, простирающиеся от леса Фонтенбло и Лувесьена, от Лондона до Морна и Уэльса. Он часто фокусировался на безмятежности пасторальных пейзажей.

## Композиция
Картина «Терраса в Сен-Жермен, весна» представляет собой панорамный вид на долину реки Сены  недалеко от города Сен-Жермен-ан-Ле. Сислей запечатлел атмосферу пробуждения природы и первые признаки начинающейся весны. На картине изображено безграничное пространство сельской местности. Река извивается вдали от Парижа, на переднем плане рабочие трудятся на винограднике, одинокая женщина прогуливается по фруктовому саду. Вдали виднеется замок, в котором до 1682 года размещался королевский двор. Современные аспекты картины включают буксиры с паровым двигателем, тянущие баржи, и железнодорожный мост.

## Off the Wall
До 31 декабря 2013 года репродукция картины «Терраса в Сен-Жермен, весна» выставлялась в парке Роберта Э. Ли в рамках выставки Off the Wall, которая проходила под открытым небом на улицах Балтимора, штат Мэриленд. Лондонская национальная галерея начала проводить выставку под открытым небом в 2007 году, а Детройтский институт искусств представил эту концепцию в США.